# STS-57
STS-57 var den fjärde flygningen med rymdfärjan Endeavour. Den sköts upp från Pad 39B vid Kennedy Space Center i Florida den 21 juni 1993. Efter nästan tio dagar i omloppsbana runt jorden återinträdde rymdfärjan i jordens atmosfär och landade vid Kennedy Space Center.